# تلمبه حاج یدالله غربا
تلمبه حاج یدالله غربا یک منطقهٔ مسکونی در ایران است که در دهستان گلستان (سیرجان) واقع شده‌است. تلمبه حاج یدالله غربا ۱۸ نفر جمعیت دارد.